# 아르보가스트
아르보가스트(라틴어: Arbogastes)는 프랑크족 출신인 로마 제국의 마기스터 밀리툼이다. 갈리아의 섭정이었으며 발렌티니아누스 2세의 붕어 이후 유게니우스를 추대했으나 율리안알프스산맥에서 벌어진 프리기두스 전투 이후 테오도시우스 1세에게 대패하고 자살로 생을 마감했다.

## 같이 보기
- 발렌티니아누스 2세
- 테오도시우스 1세
- 스틸리코
- 마그누스 막시무스

## 참고 문헌
- Friell, Gerard; Williams, Stephen (1994). 《Theodosius: The Empire at Bay》. Yale University Press.